# 王宝山 (植物生理学家)
王宝山（1959年10月—），山东平邑人，中国植物生理学家，山东师范大学教授。

## 生平
1985年于西北师范大学硕士毕业后，在山东师范大学工作。1996年在山东农业大学农学院获农学博士学位。2006年至2019年任山东师范大学生命科学学院院长。
主要从事植物耐盐生理与分子机理及耐盐经济植物育种等研究工作。主编《植物生理学》《逆境植物生物学》等教材。

## 荣誉
- 全国五一劳动奖章（2012年）[3]